# Philippe Graton
Philippe Graton (Uccle, 12 maggio 1961) è uno scrittore e fotografo belga.

## Biografia
Terzo figlio dell'autore di fumetti Jean Graton, è reporter, sceneggiatore e fotografo. Molto presto, coltiva la passione per la scrittura e l'immagine. Il suo primo articolo viene pubblicato quando non ha ancora sedici anni. Autore di articoli, di una biografia di Jean-Claude Van Damme, sceneggiatore per la televisione (con Patrick Perret per Canal+ e per il cinema (con Luc Besson).
Nel 1982, assieme al padre Jean Graton, fonda la casa editrice Graton Éditeur che pubblica la famosa collana di album di Michel Vaillant. A partire dal 1994 diventa anche lo sceneggiatore di questa serie a fumetti. Nel 1995 lancia i Dossiers Michel Vaillant dedicati alle storie vere di personaggi famosi legati al mondo dei  motori o con la passione per le corse (Enzo Ferrari, Ayrton Senna, Steve McQueen, James Dean ecc.)
Dal 2000 al 2008 ripubblica le storie brevi disegnate dal padre, che vengono raccolte nella serie Palmarès inédit
Fotografo autodidatta, effettua dei reportage per Sygma (Corbis) nel Vietnam, Cambogia, Bosnia ecc.. Più personale, il suo lavoro fotografico di osservazione del quotidiano produce un'opera documentaria originale.